# Brandkatastrophe am Düsseldorfer Flughafen 1996

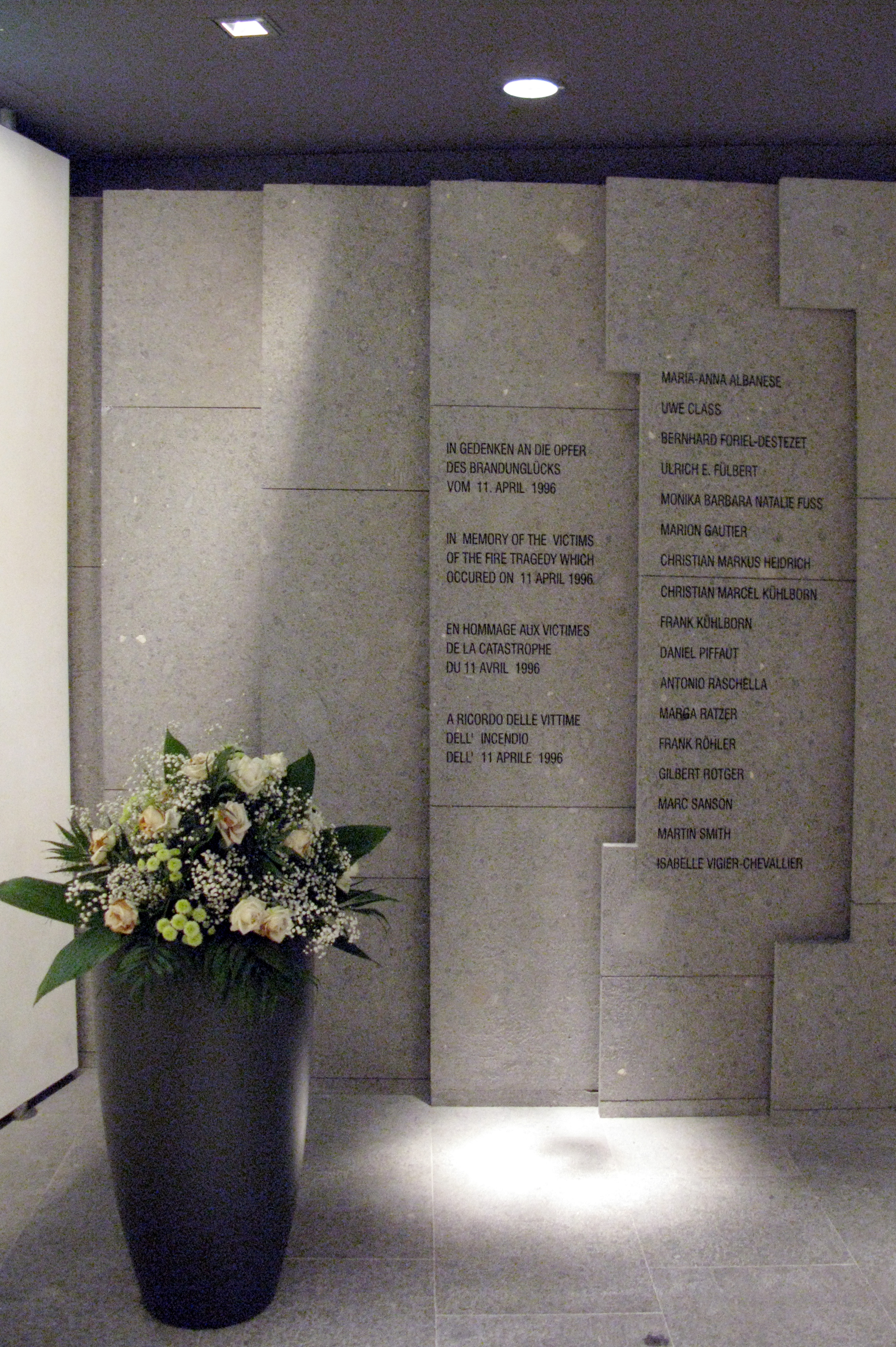
Namen der Opfer im Gedenkraum des Flughafens

Die Brandkatastrophe am Düsseldorfer Flughafen 1996 war ein schweres Brandunglück, das am 11. April 1996 gegen 15:30 Uhr in der Ankunftsebene des Terminals A des Düsseldorfer Flughafens begann. Dabei starben 17 Menschen, weitere 88 wurden verletzt.

## Verlauf
Gegen 13 Uhr begannen zwei Arbeiter mit Schweißarbeiten an einer Dehnungsfuge oberhalb eines Blumenladens, der sich in der Ankunftsebene des Terminals A befand. Die Flughafenfeuerwehr wurde über die Durchführung der Arbeiten nicht informiert, sodass keine in einem solchen Fall vorgeschriebene Brandsicherheitswache von der Feuerwehr vorgenommen wurde.
Ein Taxifahrer meldete um 15:31 Uhr der Feuerwehr, dass an der Decke im Bereich des Blumenladens immer wieder Funken zu sehen seien. Zwei Feuerwehrkräfte, die vier Minuten später eintrafen, vermuteten zunächst einen Fehler in einer elektrischen Anlage in der Zwischendecke. Eher zufällig entdeckten die Feuerwehrkräfte die Schweißarbeiten und forderten die Schweißer umgehend zur Beendigung ihrer Arbeiten auf. Jedoch entstand bereits zu diesem Zeitpunkt in der Zwischendecke ein Schwelbrand (eine thermische Zersetzung ohne sichtbare Flamme) in den eingebauten Styroporplatten, der zunächst unentdeckt blieb. Dieser führte zu einer enormen Wärmeentwicklung, wodurch um 15:50 Uhr die Stabilität und somit der Luftabschluss des Hohlraumes versagte. In diesem Moment kam es durch Eindringen von Sauerstoff zu einem Flashover und somit auf einer Länge von mehreren hundert Metern zum Vollbrand der gesamten Zwischendecke.
Erst durch die in kürzester Zeit entstandene enorme Rauchentwicklung wurde der Brand überhaupt bemerkt. Um 15:55 Uhr wurde schließlich Feueralarm ausgelöst. Zwar ging die Flughafenfeuerwehr bei der Anfahrt noch davon aus, den Einsatz alleine bewältigen zu können, jedoch wurde bei einer ersten Erkundung des Brandortes sehr schnell klar, dass dies nicht zu bewerkstelligen war. Deshalb wurden zuerst die Düsseldorfer Feuerwehr und im weiteren Verlauf des Brandereignisses die Feuerwehren des Kreises Mettmann (hier insbesondere Ratingen), des Kreises Neuss, Wuppertal, Duisburg bis hin zu Rettungsmitteln aus Bonn zur Einsatzstelle nachbeordert. Dennoch waren die Einsatzmannschaften mit dem Ausmaß der Brandkatastrophe überfordert. Der Hauptgrund dafür war, dass die Flughafenfeuerwehr aufgrund von unterschiedlichen Funkfrequenzen nicht mit den restlichen Einsatzkräften kommunizieren konnte und diese als auswärtige Feuerwehren keine genauen Gebäudepläne zum Navigieren ihrer Einsatzkräfte besaßen.
Erst gegen 16:30 Uhr gelangten die Helfer in die Ankunftsebene, wo bereits 16 Menschen an Rauchgasen erstickt waren. Acht der Opfer kamen in der Air-France-VIP-Lounge zu Tode, weil sie den Raum aufgrund des dichten Rauches nicht verlassen konnten. Der einzige Überlebende aus der Lounge, ein französischer Geschäftsmann, brach mit einem Sessel durch eine Glaswand und stürzte mehrere Meter tief, wobei er sich schwer am Kopf verletzte. Weitere sieben Opfer befanden sich in zwei Aufzügen, die trotz des Brandes weiterhin in Betrieb waren und die verqualmte Ebene ansteuerten. Der direkt nach Öffnung der Türen eingedrungene Qualm blockierte die Lichtschranke der Aufzüge, sodass ein Entkommen der Insassen unmöglich war. Eine weitere Person wurde in einer Toilette vom Rauch getötet. Das letzte und 17. Todesopfer erlag seinen schweren Verletzungen knapp sechs Wochen später im Krankenhaus.
Erst um 16:36 Uhr, also gut 40 Minuten nach Auslösung des Brandalarmes, wurde der Flugbetrieb am Flughafen eingestellt und die Flugzeuge zum Flughafen Köln/Bonn umgeleitet. Gegen 19:30 Uhr hatten die insgesamt etwa 1.000 Feuerwehrkräfte den Brand unter Kontrolle.
Erste Flüge wurden am 13. April durch die LTU in einem anderen Terminal aufgenommen. Die Betreibergesellschaft baute zudem in Bierzelten vorübergehend Abfertigungseinrichtungen auf. Es wurden auch Abfertigungen im Freien durchgeführt. Die Zelte wurden im Juni desselben Jahres durch wetterfeste Leichtbauhallen ersetzt, die in den folgenden Jahren als Provisorium dienten, bis die Hauptterminals komplett wiederhergestellt waren.

## Folgen
Ursache der Brandentstehung war die unerlaubte Verwendung von Schaumpolystyrol bei der Dämmung der Zwischendecken und die Missachtung von Brandschutzvorschriften bei Schweißarbeiten an einer Dehnungsfuge der Zufahrt oberhalb eines Blumenladens des Terminals A. Außerdem hatte sich auf den Belüftungskanälen eine große Menge Staub angesammelt, über den sich das Feuer schnell in alle Richtungen ausbreitete. Gründe für die vielen Todesopfer waren unter anderem das Fehlen von Brandschutztüren und die Verteilung der Rauchgase durch die Klimaanlage.
Der entstandene Sachschaden wurde auf bis zu eine Milliarde DM geschätzt.
Beim fünf Jahre dauernden Hauptprozess am Landgericht Düsseldorf standen neben den Schweißern und der zuständigen Bauleitung auch zahlreiche Verantwortliche für den rund 30 Jahre zurückliegenden Bau der Abfertigungshalle vor Gericht. Dabei kam heraus, dass damals aus Kostengründen nicht ausreichend brandsichere Baustoffe verwendet, der bauliche Brandschutz vernachlässigt und keine Sprinkleranlage eingebaut worden waren. Darüber hinaus wurden weitere Versäumnisse deutlich: Es gab keine Brandsicherheitswache bei den Schweißarbeiten, Klimaanlage und Aufzüge wurden zu spät stillgelegt, der erste Löschzug erschien erst 20 Minuten nach dem Feueralarm am Brandort. Ende 2001 wurde das Verfahren gegen Zahlung von Geldbußen eingestellt, weil das Gericht nicht abschließend klären konnte, ob Baumängel oder das Versagen der Feuerwehr entscheidend für die Katastrophe gewesen waren. Die angeklagten Manager, Schweißer, Architekten und Verantwortlichen von Flughafen und Feuerwehr wurden mit Geldbußen zwischen 3.000 und 20.000 Euro verurteilt, blieben aber straffrei. Verschiedene zivilrechtliche Schadensersatzklagen waren auch im April 2006, zehn Jahre nach dem Unglück, noch vor Gericht anhängig.
Bei dem Verfahren ging es um die Schuld am bestätigten Schaden von 30 Millionen Euro. Die Flughafengesellschaft wurde zum Hauptverursacher erklärt und musste für Millionenstrafen- und Ersatzforderungen aufkommen. Auch das Unternehmen, das die Schweißarbeiten durchführte, wurde zu Schadensersatz verurteilt, jedoch in geringerem Umfang. Insgesamt waren Klagen auf Schadensersatz in einem Umfang von 150 Millionen eingegangen, die man allerdings zu großen Teilen nicht als zulässig befunden hatte.
Die Terminals A und B wurden durch den Brand sehr schwer beschädigt. Aufgrund starker Kontaminierung mit gefährlichen Schadstoffen musste im Anschluss Terminal A vollständig kernsaniert und Terminal B abgerissen werden. Das Terminal C hingegen konnte nach Reinigungs- und Renovierungsarbeiten bereits einige Monate nach dem Brand noch im Jahr 1996 wieder in Betrieb gehen. Es diente bis zur Eröffnung des neuen Terminals B im Jahre 2001 als Terminal für die meisten Linienfluggesellschaften sowie die Langstreckenflüge der LTU. Lediglich die Lufthansa und deren Partner wurden bereits ab 1998 wieder im grundsanierten Terminal A als dauerhaftem Domizil abgefertigt. Die übrigen Fluggesellschaften wurden bis 2001 größtenteils in provisorischen Hallen (Abflughallen D und E) am Rande des Flughafengeländes abgefertigt. Mit der Eröffnung des Terminals B im Jahre 2001 fand die eigentliche Brandsanierung ihren Abschluss.
Die Düsseldorfer Feuerwehr wurde um ungefähr einhundert Stellen aufgestockt und erhielt modernere Gerätschaften.

## Filme
- Frank Bürgin: Der Flughafenbrand von Düsseldorf. Ein Film aus der ARD-Sendereihe: Protokoll einer Katastrophe. Dokumentarfilm, Deutschland, Eine Produktion der zeitlupe GmbH Gelsenkirchen, WDR 2006.